# David Jacobs (tafeltennisser)
Dian David Michael Jacobs  beter bekend als David Jacobs, (Makassar, 21 juni 1977 – Jakarta, 28 april 2023) was een Indonesisch para-tafeltennisspeler. Hij speelde op niveau 10 para-tafeltennis. 
Hij werd geboren in Makassar en speelde vanaf de leeftijd van tien jaar tafeltennis op nationaal niveau. Hij steeg snel door nationale competities. Sinds 2000 trainde hij op internationaal niveau en in 2001 won hij zijn eerste gouden medaille op de SEATTA Spelen in Singapore. Sinds 2010 nam hij deel aan para tafeltennis, na het grootste deel van zijn carrière tegen sporters zonder beperkingen te hebben gespeeld. Hij heeft tevens deelgenomen aan de Paralympische Zomerspelen 2012 in Londen, en sloot deze succesvol af met het behalen van een bronzen medaille. David Jacobs was van Molukse afkomst.
Jacobs overleed op 45-jarige leeftijd in een ziekenhuis in Jakarta nadat hij bewusteloos was aangetroffen langs het spoor.